# Kolomak (huyện)
Huyện Kolomak (tiếng Ukraina: Коломацький район, chuyển tự: Kolomaks'kyi raion) là một huyện của tỉnh Kharkiv thuộc Ukraina. Huyện Kolomak có diện tích 330 kilômét vuông, dân số theo điều tra dân số ngày 5 tháng 12 năm 2001 là 9007 người với mật độ 27 người/km2. Trung tâm huyện nằm ở Kolomak.